# コンラート2世 (神聖ローマ皇帝)
コンラート2世（Konrad II., 990年7月12日? - 1039年6月4日）はザーリアー朝初代国王（ドイツ王、在位：1024年 - 1039年）、イタリア王コッラード2世（戴冠：1026年3月23日）、神聖ローマ皇帝（戴冠：1027年3月26日）、さらにブルグント王を相続して自らの王位に統合（戴冠：1033年2月2日）。女系であるが、東フランク王コンラート1世の六世孫、ザクセン朝初代皇帝オットー1世（大帝）の四世孫。フランク王国から分かれた王国においてフランス王国（西フランク）を除くすべての王となった

## 生涯

### 生い立ち
ザーリアー朝はコンラート2世の父方の高祖父に当たるヴェルナー5世を祖として、ヴォルムスガウ伯およびシュパイアーガウ伯位を持っていた。ヴェルナー5世はコンラディン家出身である東フランク王コンラート1世（若王）の娘ヒキナの婿だった。ヒキナとの間の息子コンラート（赤毛公）はオットー1世の娘のリウトガルトを娶ってロートリンゲン公となったが、義兄でオットー1世の子リウドルフの反乱に加担したため、ロートリンゲン公位を剥奪された。後のレヒフェルトの戦いでアールパード朝のハンガリー王タクショニュ率いるマジャル人の軍勢に包囲されると、コンラートは岳父を救援して自身は戦死するも、ハンガリー王国の軍勢の撃退に成功した。
コンラートとリウトガルトの息子オットー1世（老公）はケルンテン公国を獲得、オットー1世の長男であるシュパイアーガウ伯ハインリヒとアーデルハイト（ジラール家、ロートリンゲンのメッツ伯リシャールの娘）との間の長男として後の皇帝コンラート2世は生まれた。
ローマ教皇グレゴリウス5世、ケルンテン公コンラート1世およびシュトラスブルク大司教ヴィルヘルムは叔父で、ケルンテン公コンラート2世とヴュルツブルク大司教ブルーノ2世兄弟（叔父コンラート1世の子）は従弟である。また、母アーデルハイトはフランケン貴族と再婚し、異父弟にあたる後のレーゲンスブルク大司教ゲープハルトをもうけた。

### 青年期
父ハインリヒ2世は祖父のケルンテン公オットー1世に先立って990年代頃に死去し、コンラートは祖父オットー1世から家領の大部分を相続したものの、ケルンテン公位は叔父コンラート1世が継承し、コンラートはローマ帝国の国王として選出されるまで無官職であった。
1000年にヴォルムスガウ司教ブルクハルトと出会い、その教育を受けた。しかしこのような教育の機会にもかかわらず、コンラートは生涯文盲に留まった。年代記作家はコンラートがアルファベットを読めず、またラテン語の読み書きもできなかったと伝えている。
1016年の終わりまたは1017年の初めに、コンラディン家のシュヴァーベン公ヘルマン2世の娘ギーゼラと結婚した。ギーゼラはシュヴァーベン公領とブルグント王領の相続権を保持していた（母親がブルグント王コンラート3世の娘ゲルベルガ）。なお、この結婚は2人が近縁であることにより、教会法によれば不法なものであった。

### 選挙による国王選出
ハインリヒ2世が子を残さずして死去し、ザクセン朝は男系の血統が完全に断絶した。そのため1024年9月4日、国王選挙のための諸侯集会がオッペンハイムで開催された。この場において、満場一致でコンラートが王に選出され、ザーリアー朝初代の王となった。しかしながら、満場一致とはいえケルン大司教ピルグリム、ロートリンゲン大公ゴツェロ1世などはこの諸侯集会に臨席していなかった。そのためハインリヒ2世と同様にコンラート2世も各地を巡行して、こうした各勢力から王位の承認を得る必要に迫られた。

### 帝国の版図拡大
ザクセン朝が推進したイタリア政策はザーリアー朝にも引き継がれた。1026年にはイタリア遠征を敢行して、同年3月23日にミラノでイタリア王の戴冠を受けた。さらに翌年の復活祭の日（3月26日）には、ローマのサン・ピエトロ大聖堂で、ローマ教皇ヨハネス19世から帝冠を受けて皇帝となった。この戴冠式には、東フランク（後のドイツ）・イタリアの諸侯だけでなく、当時広大な北海帝国を形成していたデンマーク王クヌーズ2世なども臨席していた。
1032年9月6日、ブルグント王ルドルフ3世が嗣子なく崩御し、コンラート2世は相続によってブルグント王位も手中に収め、1033年2月2日ペーターリンゲンで戴冠した。このことによって東フランク・イタリア・ブルグントという3国の王冠が一手に掌握された。この3国の領域が中世西欧における神聖ローマ帝国の範囲を規定する雛型となった。
1039年、ユトレヒトで崩御、自身が建設させたシュパイアー大聖堂に葬られた。息子のハインリヒ3世がその後継者となった。

## 子女
1016年頃にシュヴァーベン公ヘルマン2世の娘ギーゼラと結婚したが、ギーゼラは最初にブルノン家のブラウンシュヴァイク伯ブルーノ1世（1010年頃没）と、2度目にバーベンベルク家のシュヴァーベン公エルンスト1世（1015年没）と結婚しており、コンラートとの結婚は3度目であった。ギーゼラとの間に以下の子女をもうけた。
- ハインリヒ3世（1017年 - 1056年）
- マティルデ（1027年 - 1034年） - フランス王アンリ1世と婚約したが、早世した[19]。
- ベアトリクス（1030年頃 - 1036年）